# S-300W
Die S-300W Antei-300 (russisch С-300В 9К81 С-300В Антей Antaios-300) ist ein in der Sowjetunion entwickeltes mobiles Langstrecken-Boden-Luft-Lenkwaffensystem zur Bekämpfung von Kampfflugzeugen, Marschflugkörpern sowie ballistischen Kurz- und Mittelstreckenraketen. Im GRAU-Index wird es 9K81 genannt. Die NATO-Codenamen lauten SA-12A Gladiator, SA-12B Giant sowie SA-23A Gladiator und SA-23B Giant. Es handelt sich um eine Variante des S-300-Flugabwehrraketensystems.

## Entwicklung
Der Ursprung der Entwicklung der S-300W basiert auf einer Studie vom MKB Strela (später Almas) aus dem Jahr 1966. Ziel dieser Studie war die Entwicklung eines gemeinsamen Boden-Luft-Lenkwaffensystems für die verschiedenen Teilstreitkräfte der Sowjetunion. Das projektierte System S-500U sollte sowohl bei den Luftverteidigungsstreitkräften als auch den Luftverteidigungstruppen der Landstreitkräfte der UdSSR und der Marine zum Einsatz kommen. Während der Entwicklung der S-500U sahen sich die Entwickler mit weit auseinanderklaffenden Bedürfnissen konfrontiert und die im Pflichtenheft aufgeführten Anforderungen konnten nur schwer in einem einheitlichen Flugabwehrsystem realisiert werden. Schließlich wurde das Projekt S-500U im Jahr 1967 von Dmitri Ustinow gestoppt und für beendet erklärt. Daraufhin ließen die verschiedenen Teilstreitkräfte je ein auf ihre Bedürfnisse zugeschnittenes Flugabwehrsystem entwickeln. Das für die Luftverteidigungsstreitkräfte bestimmte System bekam die Bezeichnung S-300P, das für die Luftverteidigungstruppen der Bodenstreitkräfte S-300W und das für die Marine S-300F. Das System S-300W wurde zum Schutz von Standorten der Landstreitkräfte der UdSSR sowie zum Schutz von mechanisierten Formationen auf dem Gefechtsfeld konzipiert. Weiter sollte das neue System das Flugabwehrsystem 2K11 Krug (NATO: SA-4 Ganef) ersetzen. Das neue System sollte niedrigfliegende und massiert eingesetzte luft- und seegestützte Marschflugkörper (darunter der Typ AGM-69 SRAM) und überschallschnelle, tief fliegende Bomber und Kampfflugzeuge abwehren können. Weiter wurde gefordert, dass ballistischen Kurz- und Mittelstreckenraketen, wie die MGM-52 Lance sowie die MGM-31 Pershing bekämpft werden können. Dazu wurde ein System mit einem hohen Automatisierungsgrad gefordert, das gleichzeitig sechs Ziele auf eine Distanz von 100 km bekämpfen können sollte. Um diese Anforderungen zu erfüllen, wurden zwei verschiedene Raketentypen entwickelt. Die kleineren 9M83-Lenkwaffen wurden für die Bekämpfung von Flugzeugen und Marschflugkörpern entwickelt, während die größeren 9M82-Lenkwaffen für den Einsatz gegen ballistische Raketen konzipiert wurden. Die beiden unterschiedlich aussehenden Startfahrzeuge des S-300W-Systems veranlassten die NATO, dem 9A83-Startfahrzeug die Bezeichnung SA-12A Gladiator zu geben; das größere 9A82-Startfahrzeug erhielt die Bezeichnung SA-12B Giant. Nach einer ungewöhnlich langen Entwicklungszeit wurde die Vorserienversion S-300W-1 ab 1983 für Truppenversuche an die Landstreitkräfte der UdSSR ausgeliefert. Das Seriensystem S-300W mit der vollen Kapazität wurde 1988 eingeführt. Das S-300W-System war bei der Indienststellung das weltweit erste einsatzfähige mobile Raketenabwehrsystem.
In den darauffolgenden Jahren wurde das S-300W-System in verschiedenen Ausbaustufen an die aktuelle Bedrohungslage angepasst und modernisiert. Eine erste modernisierte Ausführung wurde 1997 unter der Bezeichnung S-300WM präsentiert. Im Jahr 2003 folgte die Version S-300WMD und die aktuelle Version S-300W4 wurde 2012 vorgestellt.

## Technik
S-300W dient zur Bekämpfung von Kampfflugzeugen, Marschflugkörpern sowie ballistischen Mittelstreckenraketen. Es kann mobil im Gelände eingesetzt werden und ist allwetterfähig. Sämtliche S-300W-Komponenten sind auf MT-TM-Kettenfahrzeugen installiert. Dieses Fahrgestell stammt vom T-80-Kampfpanzer. Somit kann sich S-300W auf der Straße und auch im Gelände bewegen. S-300W benötigt keine vorbereiteten Stellungen und die Stellung kann sich irgendwo im Gelände befinden. Das Herstellen der Einsatzbereitschaft dauert fünf bis sieben Minuten. Die Fahrzeuge benutzen zur Datenübertragung untereinander ausfahrbare Antennen.

### Feuerleitradar

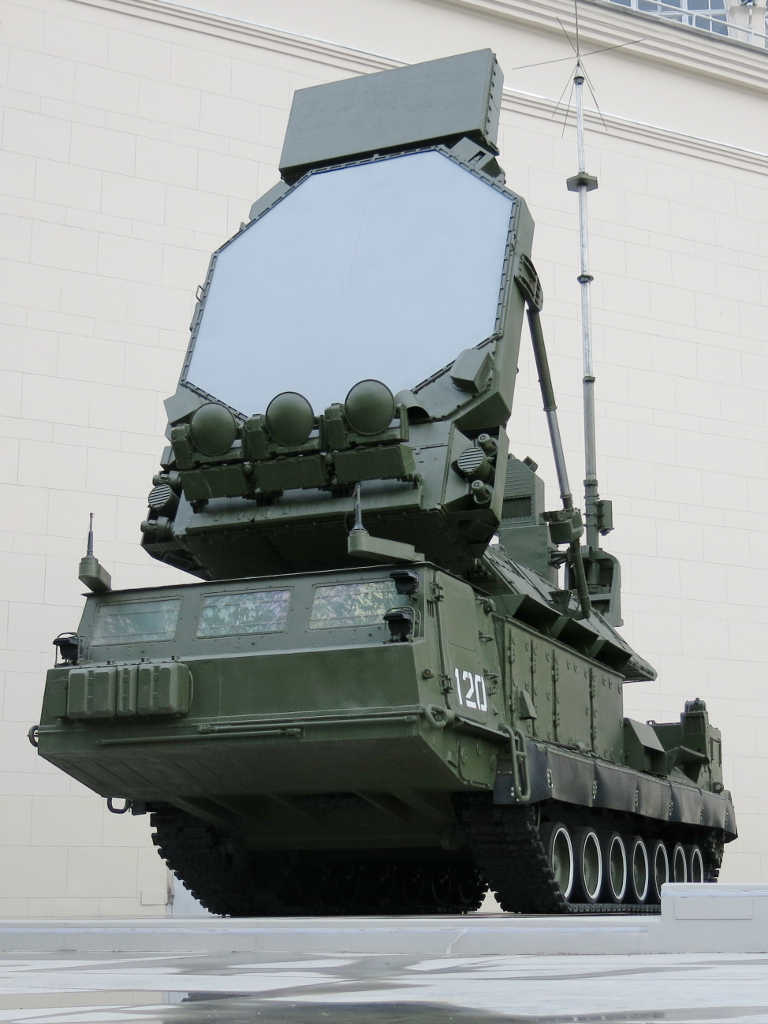
Feuerleitradar 9S32

Das Feuerleitradar der Ausführung S-300W trägt die Bezeichnung 9S32 und hat den NATO-Codenamen Grill Pan. Ab der Ausführung S-300WM wird das verbesserte 9S32M-Feuerleitradar verwendet. Dieses hat den NATO-Codenamen Grill Screen. Beide Feuerleitradar-Typen verwenden Phased-Array-Antennen mit rund 10.000 Phasenschiebern. Die Antennen funktionieren nach dem Prinzip der passiven, frequenzgesteuerten Phased-Array-Antennen (PESA) und arbeiten mit einer Frequenz von 8 bis 10 GHz. Die Installierte Radarreichweite beträgt über 250 km und die maximale Sendeleistung liegt bei rund 150 kW. Die Radarantenne auf dem Fahrzeugdach lässt sich im Azimut um 340° drehen. Als Dauerstrichradar sorgt es für die Zielerfassung, Zielverfolgung und die Ermittlung der Zieldaten. Weiter stellt es zusammen mit den Radars der Startfahrzeuge die Halbaktive Zielsuchlenkung für die Flugabwehrlenkwaffen sicher. Es kann zeitgleich 12 Lenkwaffen gegen sechs Flugziele steuern.

### Überwachungsradar
Das Überwachungsradar der Ausführung S-300W trägt die Bezeichnung 9S15 Osbor-3 und hat den NATO-Codenamen Bill Board-A. Ab der Ausführung S-300WM wird das 9S15M-Überwachungsradar verwendet. Dieses hat den NATO-Codenamen: Bill Board-B. 9S15 ist ein Allwetter-3D-Überwachungs- und Zielverfolgungsradar. Die Antennen funktionieren nach dem Prinzip der passiven, frequenzgesteuerten Phased-Array-Antennen und arbeiten mit einer Frequenz von 3 bis 4 GHz bei einer Wellenlänge von ca. 10 cm. Zeitgleich kann es 200 Ziele begleiten und die Radarreichweite beträgt über 330 km. Eine kleine Ballistische Rakete vom Typ MGM-52 Lance kann auf eine Distanz von 90 bis 110 km erfasst werden. Die Radarantenne rotiert wahlweise mit einer Umdrehung alle sechs oder zwölf Sekunden.

### Sektorenüberwachungsradar
Für die Ortung von ballistischen Mittelstreckenraketen kommt bei der Ausführung S-300W das 9S19-Imbir-Sektorüberwachungsradar zum Einsatz. Dieses hat den NATO-Codenamen High Screen-A. Ab der Ausführung S-300WM wird die verbesserte Ausführung 9S19M2 eingesetzt, welches von der NATO High Screen-B bezeichnet wird. 9S19 wird mit einem statischen Suchsektor von 90° im Azimut eingesetzt und ist auf das Erfassen von kleinen Zielen mit Hyperschallgeschwindigkeit ausgelegt. Zeitgleich kann es die Flugbahnen und Zieldaten von 16 ballistischen Zielen ermitteln. Auch diese Antennen funktionieren nach dem Prinzip der passiven, frequenzgesteuerten Phased-Array-Antennen und verwenden Wanderfeldröhren mit 16 kW Leistung. Das Radar arbeitet mit einer Frequenz von 10 GHz (S/X-Band) bei einer Wellenlänge von ca. 3 cm. Die Radarreichweite liegt bei über 250 km.

### Feuerleitstand
Mit dem S-300W-System kommt ein zentraler Feuerleitstand zum Einsatz. Bei der S-300W wird dieser 9S457 bezeichnet. Ab der Ausführung S-300WM trägt er die Bezeichnung 9S457-1. In dem Feuerleitstand laufen alle Radar- und Aufklärungsdaten zusammen und werden dort mit redundanten Echtzeit-Computersystemen mit einem hohen Automatisierungsgrad verarbeitet. Aus dem Feuerleitstand führen die Bediener den Feuerkampf, wobei sie auch Anweisungen von einem übergeordneten Gefechtsstand erhalten können. Der Feuerleitstand verfügt über umfangreiche Kommunikationseinrichtungen, die es dem Kampfführungspersonal erlauben, mit verschiedenen Aufklärungs- und Führungssystemen zu kommunizieren. Der 9S457-Feuerleitstand der S-300W kann zeitgleich 200 Ziele begleiten, 12 Flugziele verfolgen und diesen 24 Lenkwaffen zur Bekämpfung zuweisen. Der verbesserte 9S457-1-Feuerleitstand kann zeitgleich 24 Flugziele verfolgen und diesen 48 Lenkwaffen zur Bekämpfung zuweisen. Der Feuerleitstand führt folgende Aktionen aus:
- Kontrolle und Überwachung der Radare der Batterie(n)
- Akquisition, Identifikation, Verfolgung der Luftziele
- Freund-Feind-Erkennung (IFF)
- Prioritätszuweisung der einzelnen Luftziele und die Weitergabe der gefährlichsten an die Feuerleitradare der Batterie
- Kontrolle und Koordination der Elektronischen Gegenmaßnahmen
- Datenaustausch mit benachbarten Einheiten sowie der übergeordneten Stufe

### Lenkwaffenstarter

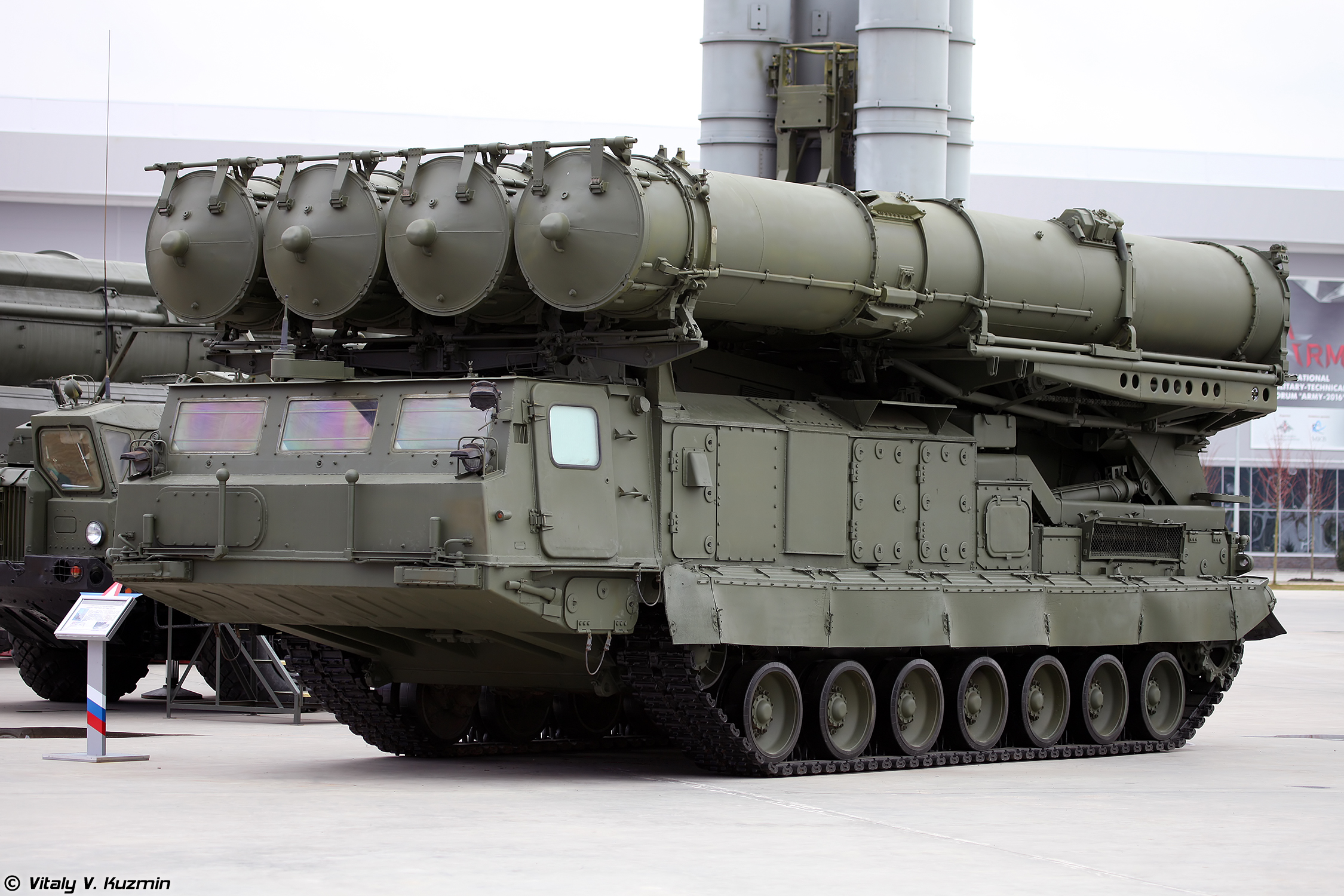
9A83-Startfahrzeug mit den vier Startbehältern in Marschposition

Als Startfahrzeuge kommen bei der S-300W das 9A83–Startfahrzeug (NATO: SA-12A Gladiator) für vier 9M83-Lenkwaffen und das 9A82–Startfahrzeug (NATO: SA-12B Giant) für zwei 9M82-Lenkwaffen zum Einsatz. Ab der Ausführung S-300WM kommt das 9A83M–Startfahrzeug (NATO: SA-23A Gladiator) für vier 9M83-Lenkwaffen und das 9A82M–Startfahrzeug (NATO: SA-23B Giant) für zwei 9M82-Lenkwaffen zum Einsatz. Um die Lenkwaffenwerfer feuerbereit zu machen, werden die Lenkwaffencontainer aus der horizontalen Transportposition in die Vertikale angestellt. Ebenso wird ein Mast mit der 9P82/9P83-Parabolantenne in die Vertikale angestellt. Über diese Antenne erfolgt der Datenlink zu den Lenkwaffen. Weiter stellt diese Radarantenne zusammen mit dem 9S32-Feuerleitradar die Halbaktive Zielsuchlenkung für die Flugabwehrlenkwaffen sicher.

### Lenkwaffen
S-300W verwendet zwei unterschiedliche Lenkwaffentypen: Die kleine 9M83-Lenkwaffe und die große 9M82-Lenkwaffe. Die 9M83-Lenkwaffen werden primär zur Bekämpfung von beweglichen Flugzielen eingesetzt. Die 9M82-Lenkwaffen kommen primär bei der Bekämpfung von ballistischen Kurz- und Mittelstreckenraketen zum Einsatz. Beide Lenkwaffentypen werden in versiegelten, vor Witterungseinflüssen schützenden Transport- und Startbehältern aus dem Herstellungswerk geliefert. Die Lenkwaffen können ohne Kontrolle zehn Jahre in den zylinderförmigen Behältern transportiert und gelagert werden. Zu Kontrollzwecken besitzen die Lenkwaffen einen eingebauten elektronischen Selbsttest, der durch das Bedienungspersonal an einem Kontrollkasten an den Startbehältern durchgeführt werden kann.
Die 9M82- und 9M83-Lenkwaffen sind zweistufige Flugkörper und haben die Form eines in einem spitzen Winkel zulaufenden Kegels. Während die zweite Stufe bei beiden Typen nahezu identisch aufgebaut ist, liegt der Hauptunterschied in der ersten Raketenstufe. Die erste 9D140-Stufe der 9M83-Lenkwaffe ist kürzer, wiegt weniger und hat an der Basis einen Durchmesser von 915 mm. Die erste 9D128-Stufe der größeren 9M82-Lenkwaffe hat an der Basis einen Durchmesser von 1125 mm. Die zweite Raketenstufe beider Lenkwaffen wiegt rund 1215 kg und kann im groben in drei Sektionen aufgeteilt werden: Hinter der ogiven Lenkwaffenspitze befinden sich die Radarantenne vom Suchkopf. Unmittelbar dahinter sind der DB-100N-Suchkopf, der Radar-Näherungszünder verbaut. Danach folgt der 9B619-Bordcomputer mit dem 9B627-Navigationssystem und der 150 kg schwere 9N127-Splittergefechtskopf. Dieser erzeugt bei der Detonation Fragmente mit einem Gewicht von 15–17 Gramm. Anschließend folgt das einstufige 9D126-Marschtriebwerk. Im Heck sind die Düse sowie die Aktuatoren und Gasturbinen zur Energieversorgung untergebracht. Ebenso befinden sich am Heck vier trapezförmige Steuerflächen sowie vier fixe Stabilisierungsflächen. Diese unterscheiden sich bei den beiden Lenkwaffentypen in der Größe. Ansonsten sind die Unterschiede in der zweiten Stufe der beiden Lenkwaffentypen marginal. Kleine Unterschiede bestehen bei der Radarantenne und bei dem Näherungszünder. Die verbesserten 9M82M / 9M83M-Lenkwaffen sind ihren Vorgängermodellen äußerlich gleich. Diese können aber nach dem Ausbrennen und abwerfen der ersten Raketenstufe für bis zu 20 Sekunden antriebslos weiterfliegen, bis dann der Raketenmotor der zweiten Stufe zündet. Durch dieses Pausieren können deutlich größere Schussdistanzen erreicht werden. Auch erreicht die größere 9M82M-Lenkwaffen je nach Flugprofil Hyperschallgeschwindigkeit. Weiter wurde bei den 9M82M / 9M83M-Lenkwaffen der Sprengkopf für die Bekämpfung von Ballistischen Raketen optimiert. Dieser erzeugt nun neben leichten Fragmenten auch solche mit bis zu 20 Gramm.
Die 9M82- und 9M83-Lenkwaffen werden senkrecht aus ihren Start- und Transportbehältern gestartet. Dabei werden die Lenkwaffen durch eine Gasladung nach oben aus dem Container ausgestoßen. Erst in rund 30 m Höhe wird die erste Raketenstufe gezündet. Das minimale Startintervall beträgt 1,5 Sekunden. Während der Raketenmotor der ersten Stufe der 9M83-Lenkwaffe für 4,1 bis 6,4 Sekunden arbeitet so beträgt die Arbeitsdauer bei der größeren 9M82-Lenkwaffe 3,5 bis 6,4 Sekunden. Nach dem Ausbrennen der ersten Raketenstufe wird diese abgesprengt und das Raketentriebwerk der zweiten Stufe zündet. Dieses arbeitet für 11,2 bis 17,2 Sekunden.
Die Lenkwaffen werden an den vorausberechneten Kollisionspunkt des Zieles und der Lenkwaffe abgefeuert. Eventuelle Kurskorrekturen werden vom Feuerleitradar mittels Datenlink an die Lenkwaffe gesendet. Die Lenkwaffe hält sich mit dem Trägheitsnavigationssystem auf dem vorgegebenen Kurs. Für die letzten 10 Sekunden des Zielanfluges wird der raketeneigene halbaktive Radarsuchkopf und der Radar-Näherungszünder aktiviert. Der Zielanflug erfolgt nach dem Prinzip der Proportionalnavigation. Kommt das Flugziel in den Ansprechradius des Näherungszünders, wird der Splittergefechtskopf gezündet. Der Gefechtskopf ist asymmetrisch aufgebaut, so dass die Splitterwirkung in Zielrichtung gebündelt werden kann. Im Zielanflug rollt die Lenkwaffe um die Längsachse um so den Sprengkopf in die optimale Position zum Ziel zu bringen. Bei einem Direkttreffer wird der Sprengkopf durch den Aufschlagzünder ausgelöst. Wird das Ziel verfehlt so zerstört sich die Lenkwaffe nach einer bestimmten Flugzeit durch Selbstzerlegung.
Die moderneren 9M82M- und 9M83M-Lenkwaffen können, um große Schussdistanzen zu erreichen auch auf einer semiballistischen Flugbahn abgefeuert werden. Der Radarsuchkopf kann Ziele mit einem minimalen Radarquerschnitt vom 0,05 m² auf eine Distanz von bis zu 30 km erfassen.
Die weiterentwickelten 9M82MD- und 9M83MD-Lenkwaffen verwenden neue Elektronik und ein verbessertes Treibstoffgemisch mit einer größeren Energiedichte. Damit ergibt sich bei diesen Lenkwaffentypen ein erneuter Reichweitezuwachs. Weiter wird über einen neuen Suchkopf mit aktiver Radarzielsuche spekuliert.

### Übersicht Lenkwaffen
Technische Daten
| System              | S-300W                                 | S-300W                                 | S-300WM                                | S-300WM                                | S-300W4                                | S-300W4                                |
| ------------------- | -------------------------------------- | -------------------------------------- | -------------------------------------- | -------------------------------------- | -------------------------------------- | -------------------------------------- |
| Lenkwaffe           | 9M83                                   | 9M82                                   | 9M83M                                  | 9M82M                                  | 9M83MD                                 | 9M82MD                                 |
| Länge               | 7,90 m                                 | 9,91 m                                 | 7,90 m                                 | 9,91 m                                 | unbekannt                              | unbekannt                              |
| Rumpfdurchmesser    | 915 mm                                 | 1125 mm                                | 915 mm                                 | 1125 mm                                | unbekannt                              | unbekannt                              |
| Flügelspannweite    | 850 mm                                 | 1150 mm                                | 850 mm                                 | 1150 mm                                | unbekannt                              | unbekannt                              |
| Masse               | 2290 kg                                | 4685 kg                                | 2290 kg                                | 4685 kg                                | unbekannt                              | unbekannt                              |
| Antrieb             | 2-stufig, Feststoff                    | 2-stufig, Feststoff                    | 2-stufig, Feststoff                    | 2-stufig, Feststoff                    | 2-stufig, Feststoff                    | 2-stufig, Feststoff                    |
| Gefechtskopf        | 150-kg-Splittergefechtskopf            | 150-kg-Splittergefechtskopf            | 150-kg-Splittergefechtskopf            | 150-kg-Splittergefechtskopf            | 150-kg-Splittergefechtskopf            | 150-kg-Splittergefechtskopf            |
| Zünder              | Aufschlag- und Radar-Näherungszünder   | Aufschlag- und Radar-Näherungszünder   | Aufschlag- und Radar-Näherungszünder   | Aufschlag- und Radar-Näherungszünder   | Aufschlag- und Radar-Näherungszünder   | Aufschlag- und Radar-Näherungszünder   |
| Fluggeschwindigkeit | 1200–1600 m/s                          | 2400 m/s                               | >1600 m/s                              | 2.600 m/s                              | >1600 m/s                              | >2600 m/s                              |
| Vernichtungszone    | 8–75 km                                | 13–100 km                              | 6–110 km                               | 6–200 km                               | 150 km                                 | 380 km                                 |
| Einsatzhöhe         | 250–25.000 m                           | 250–30.000 m                           | 25–25.000 m                            | 25–30.000 m                            | 25–27.000 m                            | 25–33.000 m                            |
| Lenksystem          | Trägheitsnavigation + Datenlink + SARH | Trägheitsnavigation + Datenlink + SARH | Trägheitsnavigation + Datenlink + SARH | Trägheitsnavigation + Datenlink + SARH | Trägheitsnavigation + Datenlink + SARH | Trägheitsnavigation + Datenlink + SARH |

## Gefechtsgliederung
Eine S-300WM-Brigade besteht in der Regel aus fünf Batterien: Einer Stabsbatterie und vier Raketenbatterien. In der Stabsbatterie sind ein 9S15-Überwachungsradar, ein 9S19-Sektorenüberwachungsradar sowie der 9S457-Feuerleitstand untergebracht. Eine Raketenbatterie besteht aus einem 9S32-Feuerleitradar, vier 9A83-Startfahrzeugen mit  je vier 9M83-Lenkwaffen und zwei 9A82-Startfahrzeugen mit je zwei 9M82-Lenkwaffen. Weiter befinden sich in der Raketenbatterie zwei 9A85 Nachladefahrzeuge und ein 9A84 Nachladefahrzeug. In dieser Konfiguration kann eine S-300WM-Brigade zeitgleich 48 Lenkwaffen gegen 24 Ziele einsetzen.

## Versionen

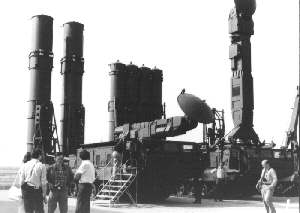
Startfahrzeug S-300W1/W2

### S-300W1 und S-300W2

Venezolanisches S-300WM-Startfahrzeug während einer Militärparade in Caracas

Diese Ausführungen wurden vor der eigentlichen Hauptserie ab 1983 für Feldtests und Truppenversuche ausgeliefert. Diese ersten Systeme waren anfänglich nur mit den kleineren 9M83-Lenkwaffen ausgerüstet. Die großen 9M82-Lenkwaffen befanden sich 1983 noch in der Testphase.
Das erste Seriensystem S-300W mit der vollen Kapazität sowie den großen 9M82-Lenkwaffen wurde im Jahr 1988 eingeführt. Mit der S-300W1/W2 können ballistische Mittelstreckenraketen mit einer Maximalreichweite von 1100 km abgefangen werden. Diese können bis zu einer maximalen Fluggeschwindigkeit von 3000 m/s auf eine Distanz von 40 km bekämpft werden. Die maximale Einsatzdistanz bei der Bekämpfung von Flugzeugen liegt bei 100 km. Zum Einsatz kommen die Effektoren 9M82 und 9M83. Von der NATO werden diese Systeme SA-12A Gladiator und SA-12B Giant bezeichnet.

### S-300WM
Die Ausführung S-300WM entstand als Reaktion auf die US-amerikanischen Luftangriffe im Golfkrieg 1991. Mit der S-300WM wollte man auf die in diesem Konflikt häufig eingesetzten Kampfflugzeuge zur elektronischen Kriegsführung reagieren. Ebenso sollte die Kapazität zur Bekämpfung von ballistischen Mittelstreckenraketen verbessert werden. Mit der S-300WM entstand ab 1993 eine tiefgreifend modernisierte Ausführung der S-300W1/2, bei der die aus den 1970er-Jahren stammende Elektronik durch moderne Komponenten ersetzt wurde. Erstmals vorgestellt wurde S-300WM im Jahr 1995. Die damalige angespannte finanzielle Situation der Russischen Streitkräfte verhinderte zunächst eine Beschaffung der S-300WM. Im Jahr 1997 wurde ein einzelnes S-300W Bataillon auf den Stand S-300WM nachgerüstet und für Truppenversuche an die Streitkräfte Russlands geliefert. Fortan wurde S-300WM unter der Bezeichnung Antey-2500 primär für den Exportmarkt produziert.
Mit dem S-300WM-System können ballistische Raketen mit einer Maximalreichweite von 2.500 km abgefangen werden. Diese können bis zu einer maximalen Fluggeschwindigkeit von 4.500 m/s auf eine Distanz von 40 km bekämpft werden. Flugziele können auf eine maximale Distanz von 200 km bekämpft werden. Zum Einsatz kommen die Effektoren 9M82M und 9M83M. Von der NATO wird dieses System SA-23A Gladiator und SA-23B Giant bezeichnet. Die Ausführung S-300WM wurde von den Russischen Streitkräften getestet aber nicht eingeführt. Eine Serienproduktion erfolgte nicht.

### S-300W3
S-300W3 bezeichnet die älteren S-300W1/W2-Systeme der russischen Streitkräfte, welche auf den Stand S-300WM nachgerüstet wurden.

### S-300WMD
Im Jahr 2002 wurde die Herstellerfirma Antei mit Almas vereinigt und ging im Konzern Almas-Antei auf. Ab 2003 begann dort eine weitere Modernisierung der S-300W. Dabei wurden im 9S32-Feuerleitradar, im 9S457-Feuerleitstand sowie in den Lenkwaffen neue Software mit neuen, aus der S-300PM-2 stammenden Bekämpfungsalgorithmen installiert. Damit konnte die Reaktionszeit, Treffererwartung und die Bekämpfungsreichweite verbessert werden. Zum Einsatz kommen wiederum die Effektoren 9M82M und 9M83M. Durch eine kinetisch verbesserte Flugbahn und den daraus resultierenden größeren Energiereserven verfügen die Lenkwaffen über eine größere Reichweite. Mit der S-300WMD hat die 9M83M-Lenkwaffe eine Bekämpfungsreichweite von rund 120 km. Die Reichweite der größeren 9M82M-Lenkwaffe liegt bei rund 250 km. Die Ausführung S-300WMD wurde von den Russischen Streitkräften getestet, eine Serienproduktion erfolgte aber nicht.

### S-300W4
Die Ausführung S-300W4 wurde erstmals im Jahr 2012 erwähnt. Sie entstand ab 2010 aufgrund eines Auftrages vom Verteidigungsministerium der Russischen Föderation. Bei der S-300W4 wurden primär die Elektronik der Radargeräte und der Lenkwaffen modernisiert oder ersetzt. Weiter kommt ein Softwarepaket mit neuen, an die S-400 Triumf angelehnten Such- und Bekämpfungsalgorithmen zur Anwendung. Hinzu kommen die verbesserten 9M82MD und 9M83MD-Lenkwaffen mit einer nochmals gesteigerten Reichweite. So vermeldete im November 2014 der Hersteller NIEMI, dass es mit einer modifizierten 9M82MD-Lenkwaffe gelungen sei, ein Ziel in einer Entfernung von 310 km, in einer Flughöhe von 14 km zu zerstören. Weiter konnte auch die Bekämpfungsreichweite der kleineren 9M83MD-Lenkwaffe nochmals auf rund 150 km vergrößert werden. Gemäß russischen Medien können mit dem S-300W4-System ballistische Raketen mit einer maximalen Fluggeschwindigkeit von bis zu 4.800 m/s abgefangen werden. Diese können auf eine Distanz von 45 km und bis in eine Höhe von 27 km bekämpft werden. Flugziele können auf eine maximale Distanz von 380 km sowie bis in eine Höhe von 33 km bekämpft werden. Ab 2014 begann die Auslieferung der ersten S-300W4-Brigade an die Russischen Streitkräfte. Russland plant sämtliche alten S-300W-Systeme auf den Stand S-300W4 nachzurüsten. Die S-300W4 existiert entweder als Nachrüstprogramm oder als Neuproduktion.

### S-300WMK
Die S-300WMK war eine angedachte Ausführung der S-300WM, welche anstelle auf Kettenfahrzeugen auf dem BAZ-69096-LKW installiert ist. Das Projekt wurde nicht weiter verfolgt.

### S-300WE
Dies ist die Exportversion der S-300W.

### Antey-2500
Dies ist die Exportversion der S-300WM und S-300WMD, welche seit 1995 in unterschiedlichen Ausführungen auf dem Exportmarkt angeboten wird.

### Antey-4000
Dies ist eine an die S-300W4 angelehnte Exportversion, welche seit 2012 auf dem Exportmarkt angeboten wird.

### 98R6E Abakan
Auf der Messe Army 2020 Forum wurde das Raketenabwehrsystem 98R6E Abakan vorgestellt. Dieses wurde von Almas-Antey als kostengünstiges, taktisches Raketenabwehrsystem für den Exportmarkt entwickelt. Die Komponenten sind auf vier- oder fünfachsigen Lastkraftwagen vom Typ BAZ-6909.60 aus dem Brjansker Automobilwerk installiert. Eine 98R6E-Batterie besteht aus einem 98L6E-Jenissei-Multifunktionsradar mit einer Aktiven Phased-Array-Radar-Antenne und mindestens zwei 51P6E2-Startfahrzeugen. Jedes Startfahrzeug ist mit einem Mast mit einer 9P82-Parabolantenne sowie zwei Lenkwaffencontainern mit 9M82MDE-Lenkwaffen bestückt. Gemäß Hersteller soll 98R6E in der Lage sein, ballistische Raketen auf eine Distanz von 12–45 km sowie in einer Höhe zwischen 2.000–25.000 m zu bekämpfen. Zeitgleich kann eine Batterie acht 9M82MDE-Lenkwaffen gegen vier Ziele einsetzen.

### Übersicht der S-300W-Systeme
Technische Daten
| System                                   | S-300W                          | S-300WM                         | S-300W4                         |
| NATO-Codename                            | SA-12A Gladiator / SA-12B Giant | SA-23A Gladiator / SA-23B Giant | SA-23A Gladiator / SA-23B Giant |
| Einführungsjahr                          | 1980er Jahre                    | 1997                            | 2014                            |
| Feuerleitradar                           | 9S32 (Grill Pan)                | 9S32M (Grill Screen)            | 9S32M2 (Grill Screen)           |
| Überwachungsradar                        | 9S15 Osbor-3 (Bill Board-A)     | 9S15M (Bill Board-B)            | 9S15M2 (Bill Board-C)           |
| Sektorenüberwachungsradar                | 9S19 Imbir (High Screen-A)      | 9S19M (High Screen-B)           | 9S19M2 (High Screen-B)          |
| Feuerleitstand                           | 9S457                           | 9S457-1                         | 9S457M                          |
| Lenkwaffenstarter                        | 9A82 + 9A83                     | 9A82M + 9A83M                   | 9A82M-1 + 9A83M-1               |
| Nachlade- und Lenkwaffenstarter          | 9A84 + 9A85                     | 9A84M + 9A85M                   | 9A84M-1 + 9A85M-1               |
| Lenkwaffen                               | 9M82 + 9M83                     | 9M82M + 9M83M                   | 9M82MD + 9M83MD                 |
| Einsatzdistanz bei Flugzeugbekämpfung    | 8–100 km                        | 6–200 km                        | 6–380 km                        |
| Einsatzdistanz bei Raketenbekämpfung     | 13–40 km                        | 6–40 km                         | 6–45 km                         |
| Einsatzhöhe bei Flugzeugbekämpfung       | 250–30.000 m                    | 25–30.000 m                     | 25–33.000 m                     |
| Einsatzhöhe bei Raketenbekämpfung        | 1.000–25.000 m                  | 25–25.000 m                     | 25–27.000 m                     |
| Max. Zielgeschwindigkeit                 | 3.000 m/s                       | 4.500 m/s                       | 4.800 m/s                       |
| gleichzeitig bekämpfbare Ziele           | 12                              | 24                              | unbekannt                       |
| gleichzeitig einsetzbare SAMs            | 48                              | 48                              | unbekannt                       |
| Zeit zum Erstellen der Feuerbereitschaft | 5–7 Minuten                     | 5 Minuten                       | 5 Minuten                       |
| Min. Reaktionszeit                       | 15 Sekunden                     | 7,5–15 Sekunden                 | unbekannt                       |
| Minimal erfassbarer RCS                  | 0,05–0,1 m²                     | 0,05 m²                         | 0,02 m²                         |

## Einsatz

### Bürgerkrieg in Syrien seit 2011
Im Rahmen des russischen Engagements im Bürgerkrieg in Syrien wurde eine S-300W-Batterie der russischen Streitkräfte im Oktober 2016 nach Syrien verlegt. Dort wurde sie zum Schutz der Marine-Logistikbasis in Tartus eingesetzt. Abschüsse sind keine bekannt.

### Russischer Überfall auf die Ukraine
Bei dem russischen Überfall auf die Ukraine 2022 verfügen beide Konfliktparteien über S-300W-Systeme. In den ersten Kriegswochen soll es einer russischen S-300W-Einheit gelungen sein alle Raketen einer Salve ukrainischer 9K79 Totschka abzufangen. Weiter sollen mit einer S-300W4 zwei ukrainische Suchoi Su-24 aus rund 217 km Entfernung abgeschossen worden sein. Während russische S-300W-Einheiten auf das ukrainische Gebiet vordrangen, ist es den Ukrainischen Streitkräften gelungen, verschiedene Radar- und Startfahrzeuge russischer S-300W-Einheiten zu zerstören. Über den Einsatzstatus der ukrainischen S-300W-Einheiten ist wenig bekannt. Möglicherweise sind die aus der Sowjetzeit stammenden S-300W-Systeme infolge ihres Alters nicht mehr einsatzbereit.

## Nutzerstaaten
Aktuelle Nutzer

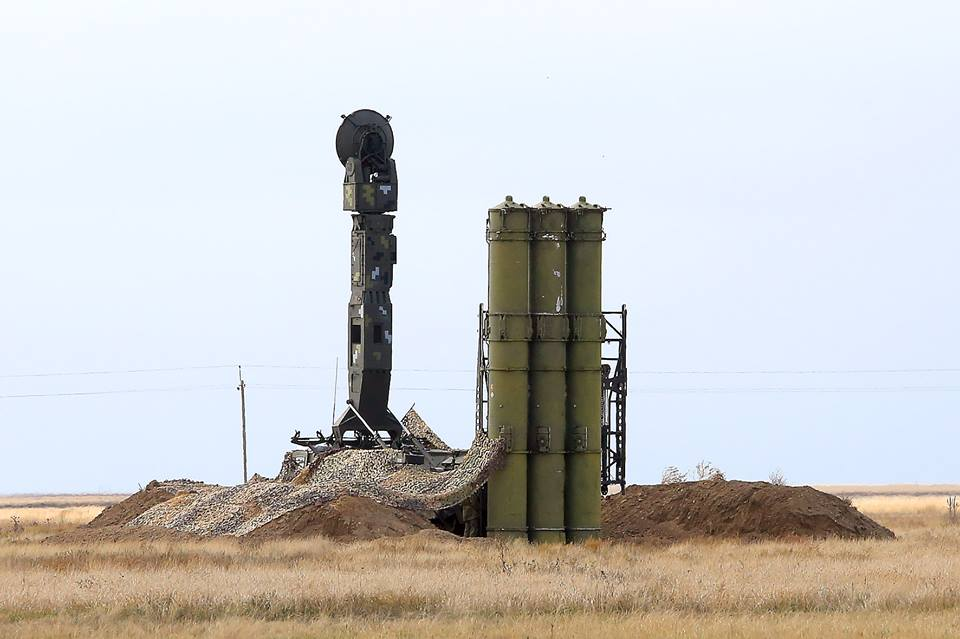
Ukrainisches S-300W-Startfahrzeug während einer Übung im Jahr 2018

- Ägypten – Per Januar 2022 befinden sich 18 S-300W4-Startfahrzeuge (3 Batterien), die zwischen 2016 und 2017 ausgeliefert wurden, im Dienst.[40][41]:340
- Russland
Heer – Per Januar 2022 befinden sich 2 Brigaden S-300W sowie 1 Brigade S-300W4 im Dienst.[19][41]:195
Luftstreitkräfte – Per Januar 2022 befinden sich 20 S-300W-Startfahrzeuge sowie ein Regiment S-300W4 im Dienst.[41]:201
2 russische S-300W-Batterien sind seit 2013 dauerhaft in Armenien stationiert.[41]:182
- Venezuela – Per Januar 2022 befinden 12 S-300WM-Startfahrzeuge (2 Batterien), die im Jahr 2013 ausgeliefert wurden, im Dienst.[41]:435[40] Insgesamt erfolgte im Jahr 2009 eine Bestellung von 2 Batterien mit 40 9M82M und 150 9M83M-Lenkwaffen.[42]
- Ukraine – Per Januar 2022 befinden sich eine unbekannte Anzahl S-300W im Dienst.[41]:212

Ehemalige Nutzer
- Belarus – 1 Brigade S-300W. Im Jahr 2019 außer Dienst gestellt.[43]:186